# الفجوة الرقمية في الولايات المتحدة
تشير الفجوة الرقمية في الولايات المتحدة إلى عدم المساواة بين الأفراد والعائلات وفئات أخرى من مستويات ديمغرافية واجتماعية و اقتصادية مختلفة في الوصول إلى تكنولوجيات المعلومات والاتصالات، وفي المعارف والمهارات اللازمة لاستخدام المعلومات المكتسبة من الاتصال بفعالية. تشير الفجوة الرقمية العالمية إلى عدم المساواة في الاتصال والمعارف والمهارات، لكنه يعين البلدان كوحدات تحليل ويدرس الفجوة بين البلدان النامية والبلدان المتقدمة على الصعيد الدولي.
رغم تناقص الفجوة الرقمية في أمريكا بشكل كبير، لا تزال هناك مجموعات محددة من الأميركيين لديها اتصال محدود بالإنترنت، وتشمل هذه المجموعات فئات دخل معينة والأعراق والأشخاص الأقل تعليمًا. الفجوة الرقمية للأطفال مختلفة. ففي حين أن البالغين في الأسر الفقيرة أقل قدرة على الاتصال بالإنترنت، يُسمح للأطفال في العائلات الغنية بالحصول على وقت  في مشاهدة الشاشة أو استخدام التقنيات الرقمية أقل من الأطفال في عائلات الطبقة المتوسطة والمنخفضة.
منذ عام 2016، لم يكن لدى نحو 11.5% من إجمالي سكان الولايات المتحدة اتصال بالإنترنت. من بين 324,118,787 أمريكيًا، كان إجمالي مستخدمي الإنترنت يبلغ 286,942,362 (88.5%).

## اتجاهات الوصول والاستخدام
أجرت الإدارة الوطنية للاتصالات السلكية واللاسلكية والمعلومات الدراسة استقصائية الأولى لتقييم استخدام الإنترنت بين ما اعتبرته الدراسة «من يملكون» و «من لا يملكون» إنترنت في المجتمع الأمريكي عام 1995. بعد تبني الرئيس الأمريكي بيل كلينتون لعبارة «الفجوة الرقمية» في خطابه عن حالة الاتحاد عام 2000، حدد الباحثون العديد من الأصول والنبذات التي تشرح اتجاهات الوصول إلى تكنولوجيات المعلومات والاتصالات واستخدامها بين مجموعات من يملكون ومن لا يملكون إنترنت في الولايات المتحدة. خلال العقد الماضي، ضاقت أو أغلقت تمامًا عدة ثغرات في الاتصال والاستخدام الديموغرافي، بينما استمرت أخرى في إظهار عدم وجود اتصال للمجموعة؛ وتشمل هذه الثغرات وجود فجوات على أساس العرق والإثنية والدخل.
حدد صانعو السياسات الفجوة الرقمية كمشكلة بحاجة إلى علاج، حيث أن التكنولوجيا لها القدرة على تحسين حياة الأفراد الأميركيين. رغم ازدياد وتيرة استخدام الإنترنت بين جميع الأميركيين (26% في عام 2002 استخدموا الإنترنت لأكثر من ساعة في اليوم مقابل 48% في عام 2009)، لا يزال نحو ثلث الأميركيين غير متصلين بالإنترنت. ويختلف معدل الاتصال بالإنترنت أيضا بشكل كبير من ولاية إلى أخرى. فمثلًا، في عام 2011 كان 89% من سكان واشنطن متصلين بالإنترنت في موقع واحد أو أكثر على جهاز واحد أو أكثر، ليحتلوا المرتبة الأولى في البلاد. بينما كان 59 % من سكان ميسيسيبي متصلين بالإنترنت في موقع واحد أو أكثر على جهاز واحد أو أكثر، ليحتلوا المرتبة الأخيرة في البلاد. بالإضافة إلى وجود فجوة في الاتصال، حدد الباحثون فجوة في المهارات أو المعارف تبين وجود فجوة بين المجموعات في الولايات المتحدة على أساس الكفاءة التكنولوجية والمعرفة الرقمية.
شملت الجهود التي بذلتها حكومة الولايات المتحدة لسد الفجوة الرقمية مشاركة القطاعين العام والخاص. ووضعت سياسات لمعالجة البنية التحتية للمعلومات والمعرفة الرقمية التي تعزز وجود مجتمع رقمي في الولايات المتحدة.

## التقسيم الديموغرافي

### الجنس
بحلول عام 2001، تجاوزت النساء الرجال وشكلن أغلبية سكان الولايات المتحدة المتصلين بالإنترنت. تشير بيانات تعداد عام 2009 إلى أن التفاوتات المحتملة في الاتصال بين الجنسين أصبحت شبه معدومة؛ إذ يمكن ل 73% من المواطنات من عمر ثلاث سنوات فأكثر الاتصال بالإنترنت من منازلهم مقابل 74% من الذكور. واتضح عند مراقبة مستويات الدخل والتعليم والتوظيف، أن النساء أكثر حماسًا من الرجال في استخدام تكنولوجيا المعلومات والاتصالات.

### العمر
أبلغت الأجيال الأكبر سنًا من الأمريكيين باستمرار عن أدنى مستوى من الاتصال بالإنترنت حسب الفئات العمرية. أظهر الأمريكيون من سن 55 وما فوق دائمًا أدنى مستوى من استخدام النطاق الترددي العريض، بينما أظهر الأمريكيون الذين تتراوح أعمارهم بين 18 و24 عامًا أعلى مستويات الاستخدام: في عام 2001 كانت 3.1% من الأسر البالغة أعمارهم 65 عامًا أو أكثر، و10.1% من الأسر بين 45 و64 عامًا، و11.3% من الأسر بين 16 و44 عامًا متصلة بالإنترنت في المنزل، ينطبق الاتجاه نفسه على المستوى الفردي: ففي عام 2005، أبلغ 26٪ من الأمريكيين الذين أعمارهم 65 أو أكثر، و67%  بين 50-64عامًا و 80% بين 30-49 عامًا و 84% بين 18-29 عامًا عن اتصالهم بالإنترنت. عمومًا، تتزايد معدلات الاستخدام بسرعة، ولكن لا يزال لدى المسنين الأميركيين أدنى مستويات اتصال بالإنترنت: بحلول عام 2009، أبلغت 39.9% من الأسر التي تبلغ من العمر 65 عامًا أو أكثر، و68.2% من الأسر بين 45-64عامًا، و71.2% من الأسر بين 16-44 عامًا عن اتصالها بالإنترنت، حسب الأجيال الأكبر سنًا من الأمريكيين، اتصل 4٪ من الجيل الأعظم (85+)، 7% من الجيل الصامت (66-84)، و35% من جيل طفرة المواليد (47-65) بالإنترنت بحلول فبراير 2008.
رغم أن الأجيال الأكبر ما زال لديها أقل نسبة من استخدام الإنترنت من الناحية العمرية، فقد شهدت الولايات المتحدة زيادة هائلة في عدد مستخدمي الإنترنت في سن 65 فما فوق. فمنذ عام 2000 حتى عام 2015، زاد عدد المسنين المتصلين بالإنترنت بنسبة 44%. وفيما يتعلق باستخدام الأجهزة، يميل كبار السن إلى وصف هواتفهم الذكية بأنها «محررة» و «متصلة» وغالبًا ما يستخدمون الأجهزة اللوحية وأجهزة القراءة الإلكترونية.

### العرق والإثنية
بالعموم، أظهرت الأقليات العرقية مستويات أقل من الوصول إلى تكنولوجيا المعلومات والاتصالات والمعارف وامتلاك البنية التحتية للاستفادة من الاتصال. كانت الفجوة بين الأعراق واضحة لأكثر من عقد: في عام 2000، كان 50 % من البيض يستخدمون الإنترنت مقابل 43 % من الهسبان و34 % من الأميركيين الأفارقة. واعتبارًا من عام 2009، استخدم 77.3 % من الأميركيين الآسيويين، 68 % من البيض، و49.4 % من السود، و47.9 % من الهسبان النطاق الترددي العريض في المنزل. رغم أن الفجوة العرقية في الاتصال واستخدام الإنترنت لا تزال واضحة، إلا أنها تضيق، حيث تشهد الأقليات العرقية معدل نمو أعلى من الأغلبية.
في عام 2010، استخدم 81% من الأمريكيين اللاتينيين المولودين في الولايات المتحدة مقابل 54% من الأمريكيين اللاتينيين المولودين في الخارج الإنترنت. ومن بين جميع البالغين، يعد الهسبان الناطقين بالإنجليزية أسرع مجموعة عرقية في زيادة استخدام الإنترنت. في عام 2010، كان 81 % من الأمريكيين اللاتينيين الناطقين بالإنجليزية، 74 % من الأمريكيين اللاتينيين الناطقين بلغتين، و47 % من الأمريكيين اللاتينيين الناطقين بالاسبانية يستخدمون الإنترنت. رغم من أن نسبة اللاتينيين الناطقين بالإسبانية منخفضة، إلا أنها ارتفعت بشكل ملحوظ من 36% عام 2009.
يأتي الأمريكيون الأفارقة بعد البيض في الاتصال بالإنترنت، ولكن الفجوة واضحة للغاية بين السكان المسنين: ففي عام 2003، أبلغ 11% من الأميركيين الأفارقة البالغة أعمارهم 65 عامًا وما فوق عن استخدام الإنترنت، مقابل 22 % من المسنين البيض. وفي عام 2003، كان لدى 68% من الأمريكيين الأفارقة الذين تتراوح أعمارهم بين 18 و24 عامًا و83% من البيض الذين تتراوح أعمارهم بين 18 و24 عامًا اتصال بالإنترنت.
أخيرًا، بين عامي 2000 و2010، أصبح المجتمع العرقي لمستخدمي الإنترنت يشبه بشكل متزايد التركيبة العرقية لسكان الولايات المتحدة، مما يدل على وجود فجوة عنصرية مغلقة.
بحلول عام 2011 فاق استخدام الهسبان للإنترنت استخدام العائلات السوداء، فكان لدى 58.3% من العائلات الهسبان في الولايات المتحدة اتصال بالإنترنت، في حين أن 56.9% فقط من العائلات السوداء لديهم اتصال بالإنترنت. انخفضت هذه الأرقام في الواقع مقارنة بعام 2010 عندما كان لدى 59.1% من المنازل الهسبانية و58.1٪ من المنازل السوداء اتصال بالإنترنت.  وكان هذا في العام الذي كان فيه عدد الأسر أكثر من أي وقت مضى، كان لدى 71.7% من العائلات الأمريكية اتصال بالإنترنت. قد يكون الكساد الأخير هو سبب الركود الأخير. وحتى مع هذه التغييرات الطفيفة، لم تتقلص فجوة الإنترنت بين الأعراق. عمومًا لا يزال يتزايد استخدام الأعراق للإنترنت بمعدل واحد تقريبًا، مما أبقى الفجوة كما هي. مثلًا، في عام 2000، كان الفرق بين البيض غير الهسبان والهسبان والسود حوالي 23% وبحلول عام 2011 تقلص هذا العدد إلى 19 % غير أن هذا التغير يعتبر صغير نسبيًا.